# Совет Безопасности Республики Беларусь
Совет Безопасности Республики Беларусь — межведомственный совещательный орган Республики Беларусь, уполномоченный разрабатывать согласованные меры поддержания безопасности государства. Рассматривает внутренние и внешние дела государства касательно заинтересованности безопасностью и обороной. Одобряет постановления о безопасности государства и граждан. Образуется и возглавляется Президентом, который подписывает его постановления.

## История
15 ноября 1991 года Верховный Совет Республики Беларусь одобрил Постановление № 1249, которой образовал Совет Безопасности в составе 14 лиц: председатель Верховного Совета, его первый заместитель и председатель Комиссии Верховного Совета по национальной безопасности, председатель Кабинета Министров, Генеральный прокурор, председатель КГБ, министры обороны, иностранных и внутренних дел, связи и транспорта, начальники Белорусской железной дороги и управы гражданской авиации, заведующий войск Белорусского военного округа. Председатель Верховного Совета являлся председателем Совет безопасности и назначал себе помощника в качестве руководителя аппарата Совета безопасности, который насчитывал 4 сотрудника. Заседания созывались дважды в год. В 1992—1994 годах Совет безопасности возглавлял Станислав Шушкевич, затем Мечислав Гриб. По принятой в 1994 году Конституции Совет Безопасности возглавил Президент. 5 августа 1994 года А. Лукашенко ввёл Указом № 24 в состав Совета Безопасности главу Администрации президента и государственного секретаря Совета Безопасности вместо председателя Верховного Совета и председателя комиссии Верховного Совета по национальной безопасности. Заседания стали проводиться каждые три месяца. В 1997 году аппарат Совета Безопасности, во главе которого стоял назначаемый Президентом государственный секретарь, переименовали в секретариат.

## Состав
В состав Совета Безопасности входят 20 лиц: Президент, Премьер-министр, председатели Палаты представителей и Совета республики, председатель Верховного Суда, глава Администрации Президента, государственный секретарь Совета Безопасности, Генеральный прокурор, председатель национального банка, председатели комитетов государственной безопасности и государственного контроля, министры обороны, иностранных и внутренних дел, по чрезвычайным ситуациям, председатели следственного, государственных военно-промышленного и пограничного комитетов, начальник Генерального штаба Вооружённых сил и старший сын президента Виктор Лукашенко в качестве помощника по национальной безопасности. Деятельность обеспечивает секретариат.
При Совете Безопасности действуют комиссии:
- Межведомственная комиссия по защите государственных тайн;
- Межведомственная комиссия по военно-техническому сотрудничеству и экспортному контролю;
- Государственная комиссия по радиочастотам;
- Межведомственная комиссия по безопасности в экономической сфере;
- Межведомственная комиссия по безопасности в информационной сфере.

## Полномочия
- внесение предложений Президенту о направлениях управления армией и развитии Вооружённых сил, изменениях военной доктрины;
- обеспечение устойчивого действия армии;
- внесение на утверждение Президенту строения и численности Вооружённых сил;
- предложение президенту о введении, продлении и прекращении военного и чрезвычайного положений;
- согласование перевода хозяйства на работу в условиях военного времени;
- заслушивание отчётов руководителей ведомств о защите;
- определение направлений международной военной деятельности и задач по развитию союзных отношений с другими государствами[1].

## Государственный секретариат
Государственный секретариат Совета Безопасности - рабочий орган Совета Безопасности Республики Беларусь. Совет Безопасности является конституционным высшим коллегиальным координационно-политическим органом, реализующим полномочия Президента в области обеспечения национальной безопасности.
Основные задачи:
- осуществляет информационно-аналитическое обеспечение деятельности Президента и Совета Безопасности в сфере национальной безопасности при оценке внутренних и внешних угроз жизненно важным интересам личности, общества и государства, а также правовое и организационно-техническое обеспечение их деятельности по реализации полномочий в обеспечении безопасности;
- координирует деятельность государственных органов по разработке основных направлений стратегии обеспечения национальной безопасности;
- по поручению Президента осуществляет контроль за реализацией решений Совета Безопасности и деятельностью государственных органов, обеспечивающих безопасность личности, общества и государства;
- обеспечивает деятельность межведомственных комиссий при Совете Безопасности, среди которых комиссии по безопасности в экономической сфере, по защите государственных секретов, по военно-техническому сотрудничеству и экспортному контролю, по безопасности в информационной сфере.

## Государственные секретари
- Виктор Шейман (1994—2000)
- Урал Латыпов (27 ноября 2000—2001)
- Геннадий Невыглас (12 сентября 2001—2008)
- Юрий Жадобин (15 июля 2008—2009)
- Леонид Мальцев (4 декабря 2009—2013)
- Александр Межуев (5 декабря 2013—2015)
- Станислав Зась (4 ноября 2015 — 3 января 2020)
- Андрей Равков (20 января 2020 — 3 сентября 2020)
- Валерий Вакульчик (3 сентября 2020 — 29 октября 2020)[2]
- Александр Вольфович (26 января 2021 — н. в.)